# Thalkethops grallatrix
Thalkethops grallatrix är en mångfotingart som beskrevs av Crabill 1960. Thalkethops grallatrix ingår i släktet Thalkethops och familjen Scolopocryptopidae. Inga underarter finns listade i Catalogue of Life.